# Sornkhiri Sriprachuap
Sornkhiri Sriprachuap (thaï : ศรคีรี ศรีประจวบ), né le 4 mars 1946 à Bang Khonthi dans le Samut Songkhram, est un chanteur luk thung thaïlandais.
C'est une des vedettes du luk thung, genre musical de Thaïlande. Il a chanté de très célèbres chansons dans les années 1970 telles Nam Thuam (thaï :น้ำท่วม ; litt. Inondation), Fon Tok Fah Rong (thaï : ฝนตกฟ้าร้อง ; litt. Pluie et tonnerre), Nao Lom Thee Renoo (thaï : หนาวลมที่เรณู ; litt. Vent froid à Renoo), Mon Rak Mae Klong (thaï : มนต์รักแม่กลอง ; litt. La magie de l’amour à Mae Klong), Kid Thueng Phi Mai (thaÏ : คิดถึงพี่ไหม ; litt. Penses-tu encore à moi ?) et caetera.
Il est décédé à l'âge de 25 ans dans un accident de la route.